# 萨尔达尼亚 (莫加多鲁)
萨尔达尼亚是葡萄牙布拉干萨区的一个堂区。总面积25.72平方公里，总人口203人，人口密度7.9人/平方公里。